# Šalov
Šalov – wieś (obec) na Słowacji położona w kraju nitrzańskim, w powiecie Levice. Pierwsze wzmianki o miejscowości pochodzą z roku 1280. 
Według danych z dnia 31 grudnia 2012, wieś zamieszkiwało 379 osób, w tym 192 kobiety i 187 mężczyzn.
W 2001 roku rozkład populacji względem narodowości i przynależności etnicznej wyglądał następująco:
- Słowacy – 18,65%
- Czesi – 0,67%
- Romowie – 6,29%
- Węgrzy – 72,58%

Ze względu na wyznawaną religię struktura mieszkańców kształtowała się w 2001 roku następująco:
- Katolicy rzymscy – 57,53%
- Ewangelicy – 2,25%
- Prawosławni – 0,22%
- Ateiści – 9,66%
- Nie podano – 4,04%